# 비트 오류율
비트 오류율(bit error rate, bit error ratio, BER)은 수신된 비트의 수에 대해 전달되는 과정에서 오류가 발생한 비트의 수를 나타낸다. 다른 말로는 비트 오류 비율이라고도 한다.
일반적으로 SNR (Signal-to-Noise Ratio)가 낮으면 낮을수록 BER은 높아진다. BER이 높은 경우 패킷에 발생하는 오류를 줄이기 위해 데이터 레이트(data rate)를 낮추며, BER이 낮은 경우는 데이터 레이트를 높인다.

## 비트 오류율 측정 시간
예를 들어, 각 링크에서의, 95% 신뢰도의 비트 오류율 테스트 시간은 다음과 같다:
- 40 Gbit/s (STM-256, 즉 OC-768): 1 초
- 10 Gbit/s (STM-64, 즉 OC-192): 3 초
- 2.5 Gbit/s (STM-16, 즉 OC-48): 12 초
- 622 Mbit/s (STM-4c, 즉 OC-12): 48 초
- 155 Mbit/s (STM-1, 즉 OC-3): 3.2 분
- 64 Mbit/s (STM-1, 즉 stnd) : 6.4 분

테스트 시간 t는 가우시안 에러 분포를 이용하여 다음과 같은 식을 써서 구하면 된다.
{\displaystyle t=-{\frac {\ln(1-c)}{b*r}}}
여기서 c는 신뢰도이며, b는 BER의 상한, r은 비트 레이트다.